# Камбија
Камбија (фр. Cambia) насеље је и општина у Француској у региону Корзика, у департману Горња Корзика која припада префектури Кор.
По подацима из 2011. године у општини је живело 83 становника, а густина насељености је износила 10,02 становника/km². Општина се простире на површини од 8,28 km². Налази се на средњој надморској висини од 765 метара (максималној 1.421 m, а минималној 510 m).

## Демографија
| 1962. | 1968. | 1975. | 1982. | 1990. | 1999. | 2011. |
| ----- | ----- | ----- | ----- | ----- | ----- | ----- |
| 112   | 116   | 89    | 80    | 81    | 79    | 83    |

График промене броја становника у току последњих година